# Toni Bernadó
Toni Bernadó wł. Antonio Bernadó Planas (ur. 9 grudnia 1966 w Sant Julià de Lòria) – andorski maratończyk, olimpijczyk. Brał udział w igrzyskach w roku 1996 (Atlanta), 2000 (Sydney), 2004 (Ateny), 2008 (Pekin) i 2012 (Londyn). Nie zdobył żadnych medali. Jest wielokrotnym rekordzistą Andory na różnych dystansach.

## Igrzyska olimpijskie
Letnie Igrzyska Olimpijskie 1996 w Atlancie 
| Konkurencja | Eliminacje | Eliminacje | Finał   | Finał   |
| Konkurencja | Czas       | Miejsce    | Czas    | Miejsce |
| ----------- | ---------- | ---------- | ------- | ------- |
| Maraton     |            |            | 2:31:28 | 87.     |

 Letnie Igrzyska Olimpijskie 2000 w Sydney 
| Konkurencja | Eliminacje | Eliminacje | Finał   | Finał   |
| Konkurencja | Czas       | Miejsce    | Czas    | Miejsce |
| ----------- | ---------- | ---------- | ------- | ------- |
| Maraton     |            |            | 2:23:03 | 49.     |

 Letnie Igrzyska Olimpijskie 2004 w Atenach 
| Konkurencja | Eliminacje | Eliminacje | Finał   | Finał   |
| Konkurencja | Czas       | Miejsce    | Czas    | Miejsce |
| ----------- | ---------- | ---------- | ------- | ------- |
| Maraton     |            |            | 2:31:55 | 57.     |

 Letnie Igrzyska Olimpijskie 2008 w Pekinie 
| Konkurencja | Eliminacje | Eliminacje | Finał   | Finał   |
| Konkurencja | Czas       | Miejsce    | Czas    | Miejsce |
| ----------- | ---------- | ---------- | ------- | ------- |
| Maraton     |            |            | 2:26:29 | 58.     |

 Letnie Igrzyska Olimpijskie 2012 w Londynie 
| Konkurencja | Eliminacje | Eliminacje | Finał   | Finał   |
| Konkurencja | Czas       | Miejsce    | Czas    | Miejsce |
| ----------- | ---------- | ---------- | ------- | ------- |
| Maraton     |            |            | 2:28:34 | 74.     |

## Rekordy życiowe
- Bieg na 3000 metrów (stadion) – 8:03,69 (2007) rekord Andory.
- Bieg na 5000 metrów – 14:10,06 (2005) rekord Andory.
- Bieg na 10 000 metrów – 29:47,74 (2002) rekord Andory.
- Półmaraton – 1:05:24 (2005)
- Maraton – 2:14:25 (2003) rekord Andory.